# Cavendishia zamorensis
Cavendishia zamorensis är en ljungväxtart som beskrevs av A. C. Smith. Cavendishia zamorensis ingår i släktet Cavendishia och familjen ljungväxter. Inga underarter finns listade i Catalogue of Life.